# Sītā
Pour les articles homonymes, voir Sita.

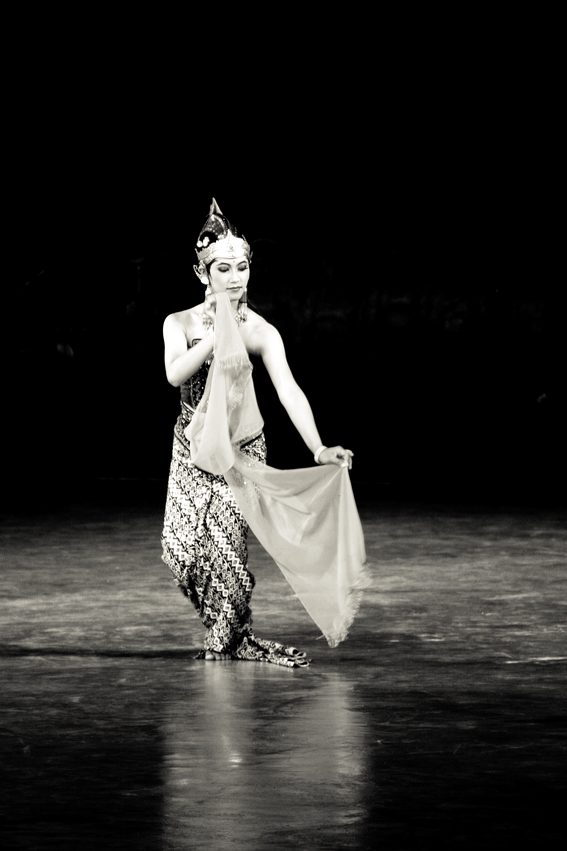
La princesse Sītā dans une version dansée javanaise du Ramayana (2007).

Sītā (sanskrit : सीता) est une divinité de l'hindouisme. C'est un des avatars (incarnation divine) de Lakshmi, la compagne de Vishnu.
Dans le Rāmāyaṇa, Sītā est l'épouse de Rāma avec qui elle connaît une vie sentimentale tourmentée.   
Elle personnifie la terre cultivée et sa végétation, et symbolise la fertilité.

## Mythe
Épouse de Ram, Sita est décrite comme une femme pieuse et fidèle. Elle décide de suivre son mari dans son exil pendant 14 ans dans la forêt. Elle s'y fait enlever par Ravan, qui la garde prisonnière sur son île (vraisembablement le Sri Lanka). Refusant de l'épouser, Ravan décide de lui laisser un délai d'un an pour changer d'avis, après quoi il la tuera. Ram, parti à la recherche de sa femme, rencontre Hanuman. À la suite d'une bataille contre Ravana et son armée, Ram et ses alliés réussissent à délivrer Sita. Certains vont alors douter de la fidélité de Sita, restée si longtemps loin de Ram : pour leur prouver son intégrité et sa fidélité à son époux, elle va alors se jeter dans le feu et en ressortir indemne, preuve de sa pureté.

### Naissance
Dans les premières versions de la légende de Rama, peu d'informations sont données sur la parenté de Sita. Néanmoins, les premiers textes la désignent comme fille de Janaka ou que ce dernier l'aurait trouvée en terre dansun coffre. Il est possible que Valmiki, poète à qui la tradition attribue la composition du Ramayana, ait considéré Sita comme l'enfant de Janaka. Le début du Ramopakyana, texte du Mahabharata, mentionne Sita comme la fille de Janaka. Dans le Padmacaritra, plus ancien (3e ou 4e siècle de notre ère), la mère de Sita est la reine Videha. De plus, toujours selon ce texte, Sita a un frère jumeau, Bhamandala. Une autre légende raconte la naissance de Sita, cette fois miraculeuse : alors que Janaka laboure la terre pour préparer un sacrifice, un nourrisson de sexe féminin surgit du sillon. Janaka l'adopte et la nomme "sillon" (Sita). Camille Bulcke émet l'hypothèse que cette légende provient du nom de Sita, qui signifie sillon, ce nom étant par ailleurs donné à des filles à cette époque. Des textes ultérieurs détaillent davantage la naissance de Sita ; dans l'un d'eux, c'est la narratrice. Dans d'autres récits, Sita nait de Mandodari et sort de la terre plus tard. Il existe encore d'autres versions du mythe. Dans un autre texte hindou, le Dasavarata-carita, Sita nait d'un lotus. Sita y est assimilée à Laskshmi, elle a aussi pour nom Padma (lotus). Trouvée sur un lotus d'or par Ravana, elle est emmenée à Lanka, et donnée à Mandodari. Narada  lui prédit que Ravana sera amoureux d'elle : Mandodari la fait enterrer dans une boîte d'or, dans un pays lointain. Elle est ensuite trouvée par Janaka. Cette dernière version est cependant peu répandue .

### Phra Lak Phra Ram
Dans le Phra Lak Phra Ram, cette déesse s'appelle Nang Sida. 

## Le personnage de Sita au cinéma
L'artiste américaine Nina Paley a réalisé un film d'animation reprenant l'histoire du Ramayana du point de vue de Sita : Sita Sings the Blues (2005).

## Diamant bleu de la Couronne
La légende du Diamant bleu de la Couronne (ou « Bleu de France », acheté par Louis XIV) veut que la pierre précieuse ait été volée sur une statue de la déesse Sita.